# Maij Andersson
Maij Irene Andersson, född 17 december 1929 i Borås, död 27 maj 2023 i Gustav Adolfs distrikt i Borås, var en svensk friidrottare (häcklöpning och längdhopp). Hon representerade IK Ymer.